# Partido Popular Regional Valenciano Autonomista
El Partido Popular Regional Valenciano Autonomista (PPRVA) fue un partido político español de carácter conservador y regionalista de derechas fundado en Valencia en 1975 por el abogado Emilio Attard Alonso. En 1977 se integró en la Federación de Partidos Populares, liderada por los exministros Pío Cabanillas como presidente y José María de Areilza como vicepresidente primero, resultando elegido Emilio Attard vicepresidente segundo de la Federación. Está federación de partidos se configuró al poco tiempo como partido político unitario bajo el nombre de Partido Popular, quedando el PPRV como su delegación regional valenciana.
En abril de 1977 aquel primer Partido Popular se integró en la coalición UCD liderada por Adolfo Suárez, con la que se presentaron a las elecciones generales de 1977. Emilio Attard encabezó la candidatura al Congreso de la coalición en la provincia de Valencia, siendo elegido diputado, al igual que otros tres miembros del PPRV: Francisco Javier Máximo Aguirre y José Ramón Pin Arboledas por Valencia, más Enrique Beltrán por Castellón.
Su desaparición formal tuvo lugar en octubre de 1978, cuando tras el I Congreso de la UCD, esta organización pasa de estar estructurada como coalición de partidos a convertirse en un partido unificado, integrando a todos los pequeños partidos que habían constituido la coalición.